# 菲柞
菲柞（学名：Ahernia glandulosa）为大风子科菲柞属下的一个种。